# Cosmocerus strigosus
Cosmocerus strigosus là một loài bọ cánh cứng trong họ Cerambycidae.